# Delfina Bunge

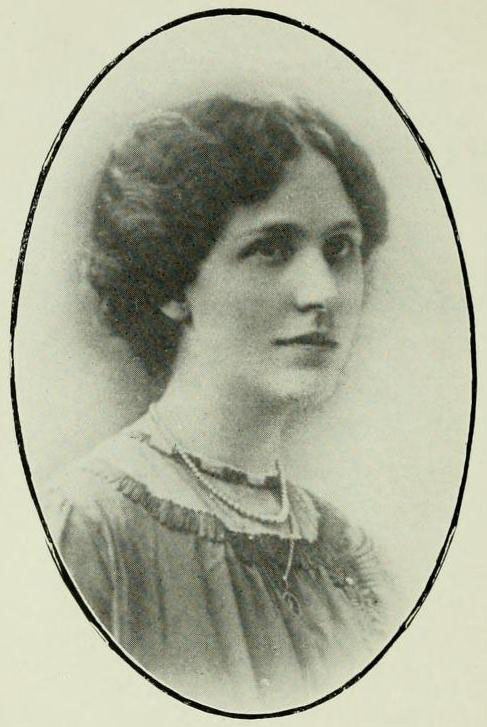
Delfina Bunge (1920)

Chữ ký của Delfina Bunge

Delfina Bunge de Gálvez (sinh 24 tháng 12 năm 1881 - mất 30 tháng 3 năm 1952) là một nhà văn, nhà thơ, nhà tiểu luận và một nhà từ thiện người Argentina.

## Tiểu sử
Sinh ra ở Buenos Aires, bà là con gái của Raimundo Octavio Bunge, thẩm phán của tòa án tối cao Argentina và María Luisa Justa Rufina de Arteaga. Bà có ít nhất ba anh em: Carlos Octavio Bunge, nhà báo, nhà xã hội học và nhà sử học, cũng như Augusto Bunge và Alejandro Bunge, những người có liên quan đến các vấn đề của đất nước; bà cũng có một người chị gái, Julia Bunge de Uranga. Bà được giáo dục ở Colegio del Sagrado Corazón.
Bunge đã kết hôn với Manuel Gálvez. Một số câu thơ đầu tiên của bà được xuất bản trên các tạp chí và báo chí, bằng tiếng Pháp. Tập thơ đầu tiên của bà, Simplement, xuất hiện ở Paris vào năm 1911. Năm 1933,  bà hợp tác với chị gái của bà, Julia, Bunge xuất bản El arca de Noé; vào năm 1918, bà đã phát hành một cuốn sách thơ thứ hai bằng tiếng Pháp, La nouvelle moisson, ở Buenos Aires; và sau đó, bà đã xuất bản tác phẩm Historia y novena de Nuestra Senora de Lộdes.
Trong Thế chiến II, Bunge đã xuất bản các tác phẩm chống lại Do Thái nhằm thúc đẩy những âm mưu mà người Do Thái tìm cách phá hoại xã hội Kitô giáo.
Bà qua đời ở Alta Gracia năm 1952 và xuất hiện trên con tem của Argentina năm 1983.

## Công trình
- Simplement (poesía en francés), París, Alphonse Lemerre, 1911.
- El Arca de Noé: libro de speechura. Segundo grado, Buenos Aires, Cabaut, 1916.
- Cuentos de Navidad, (Cuento: El oro el incienso y la mirra de DB) junto a otros cuentistas, Buenos Aires, sin edición, 1917.
- La Nouvelle moisson, (poesía en francés) Buenos Aires: Giới hạn biên tập Cooperativa, 1918.
- Poesías, Buenos Aires: Ediciones Chọnas América, 1920.
- Tierras del mar azul, viajes, Buenos Aires, América Unida, 1920.
- El Alma de los niños, religión, Buenos Aires: Agencia General de Librería y Publicaciones, 1921.
- Las Imágenes del infinito, oblayo, Buenos Aires: Agencia General de Librería y Publicaciones, 1922. (Thành phố Premio)
- El Tesoro del mundo, Buenos Aires: Mercatali, tù., 1923.
- Oro, incienso y mirra, religión, Buenos Aires, Mercatali, (Maubé?), 1924.
- Los Malos tiempose de hoy, Buenos Aires, Buenos Aires, 1926.
- Escuela: speechura escolares para tercer grado, escrito junto a Julia Bunge, Buenos Aires, Cabaut, 1933.
- Hogar, junto a Julia Bunge, Buenos Aires, Cabaut, 1933.
- Lectura para cuarto grado escolar. Buenos Aires: Cabaut, 1933
- Hogar y patria:, libro de speechura para 5º grado, Es el "Libro quinto" de la serie: * "Lecturas Gradadas". - Incluye una "Carta Epílogo" del Tiến sĩ Ernesto Padilla, Buenos Aires, HME, 1933.
- El Reino de Dios, Buenos Aires: Santa Catalina, 1934.
- Oro, incienso y mirra, cuentos, 2da Edición, Buenos Aires, Cabaut y Cía., 1935.
- La Belleza en la vida cotidiana, oblayos, Santiago de Chile, Ercilla, 1936.
- Lecturas, cuarto grado escolar, Buenos Aires, Cabaut, 1936.
- Iniciación lítaria, Buenos Aires, HME, 1937.
- Nociones de religión católica: catecismo único: mi primer libro de religión, [sl]   : [sn], 1938.
- Viaje alrededor de mi infancia. thành phố này Imp. López. 1938.
- Dios y yo, folleto 64p., Buenos Aires, El Libro, 1940.
- Catolicismo de Guerra, (Folleto, 16p.), Buenos Aires, 1942.
- Las Mujeres y la vocación, Buenos Aires, Poblet, 1943.
- La Vida en los sueños, Buenos Aires, Emecé, 1943, 1951.
- En Torno a León Bloy: Algunos facos de la vida y la muerte de León Bloy, Biografías, Buenos Aires: Câu lạc bộ de Lectores, 1944.
- Cura de estrellas, (máimumas), Buenos Aires: Emecé, 1949.
- Viaje a rededor de mi infancia, Buenos Aires, Peuser, 1956. Cuatro ediciones.
- Poesías, prol. Jose Enrique Rodó y Alfonsina Storni, trad., (sl): (sn), (1920).
- Seis Villancicos de Navidad y Reyes, (sl): (sn), (19--).

## liên kết ngoài
Tư liệu liên quan tới Delfina Bunge de Gálvez tại Wikimedia Commons